# Morulina gigantea
Morulina gigantea är en urinsektsart som först beskrevs av Tycho Fredrik Hugo Tullberg 1876.  Morulina gigantea ingår i släktet Morulina och familjen Neanuridae. Inga underarter finns listade i Catalogue of Life.